# 卡利內 (利維夫州)
48°51′3″N 23°19′38″E / 48.85083°N 23.32722°E
卡利内（烏克蘭語：Кальне），是烏克蘭的村庄，位於該國西部利沃夫州，由斯特雷區斯拉夫斯科市镇負責管轄，始建於1608年，面積202.33平方公里，海拔高度711米，2001年人口243，人口密度每平方公里202.33人。